# Никульков, Анатолий Васильевич
Анатолий Васильевич Никульков (18 апреля 1922, Воронеж — 8 июля 2001, Новосибирск) — писатель, драматург, публицист, историк, главный редактор журнала «Сибирские огни».

## Биография
Родился 18 апреля 1922 года в Воронеже в семье партийных работников. В 1929 году в связи с новым назначением отца будущего писателя семья переезжает в Новосибирск. Юность и отрочество Никулькова пришлись на 1930-е годы. Отец был арестован в 1937 году и расстрелян в 1938 году в Москве.
В 1940 году Анатолий Васильевич был призван в армию. Служил на Дальнем Востоке, в 1945 году участвовал в боях против Квантунской армии в Маньчжурии. Награждён медалями «За боевые заслуги» и «За победу над Японией».
В 1946 году после окончания службы вернулся в Новосибирск.
В 1952 году окончил заочно исторический факультет Новосибирского пединститута. Тогда же выпустил первую книгу очерков «Пионерское лето». Позже были выпущены книги «Гордая фамилия», «Достойные счастья», «Крепилину приходится отступать». В 1964 году в Новосибирске был издан его роман «В буче», переизданный в Словакии в 1965 году. В 1967—1970 годах опубликовал в «Сибирских огнях» две книги романа «На планете, мало оборудованной» Архивная копия от 23 апреля 2016 на Wayback Machine о Маяковском.
В 1987 году издан роман «Школьники», повествующий о судьбе ребят в эпоху сталинских репрессий. Ряд книг посвящён сибирским поэтам А. Смердову, В. Пухначеву, Л. Мартынову. Одной из крупных работ писателя — биографическое исследование «Н. Г. Гарин-Михайловский: Современник из прошлого века».
С 1975 по 1987 годы редактировал журнал «Сибирские огни»: в период его редакторства в журнале печатались В. Шукшин, В. Астафьев, Самохин, композитор Н. Богословский и малоизвестные писатели, которые потом вышли в большую литературу.
Произведения писателя издавались в местных и столичных издательствах, печатались в журналах.

Похоронен на Заельцовском кладбище Новосибирска (103 уч.).

## Память
- В Новосибирске, на доме по адресу ул. Депутатская, дом 38, где жил писатель, установлена мемориальная доска.

## Основные работы
- Армейская закалка. Рассказ — Сборник рассказов «Первый рейс» Новосибирск. 1950.
- Пионерское лето.рассказы. — Новосибирск: Нов. обл. гос. изд-во, 1952. — 52 с.
- Достойные счастья. Повесть. — Москва: изд. Молодая гвардия. 1952.
- Крепилину приходится отступать. Повесть. — Новосибирск. 1956.
- Гордая фамилия. Повесть — Новосибирск.1959.
- На планете, мало оборудованной. Роман. — Новосибирск: журнал «Сибирские огни» № 10-11 1967 г., № 7-8, 1970 г.
- Леонид Мартынов. Очерк. — Новосибирск: Зап.-Сиб. кн. изд-во,1969.
- Александр Смердов. Очерк. — Новосибирск: Зап.-Сиб. кн. изд-во, 1972.
- Книга о поэтах. — Новосибирск : Зап.-Сиб. кн. изд-во, 1972.
- Протоколы для будущего. документальная пьеса. — Новосибирск: журнал «Сибирские огни» № 7, 1976. — 38 с.
- Василий Пухначев. — Новосибирск: Зап.-Сиб. кн. изд-во, 1980. — 32 с.
- Наш адрес — колхоз «Большевик». Сборник. Сост. А. В. Никульков. — Новосибирск: Зап.-Сиб. кн. изд-во, 1980. — 246 с.
- Истоки и источники. Литературно-критические статьи. Под общ. ред. А. В. Никулькова. — Барнаул: Алт. кн. изд-во, 1983. — 215 с.
- Н. Г. Гарин-Михайловский. Современник из прошлого века. — Новосибирск: Кн. изд-во, 1989. — 181 с. — ISBN 5-7620-0007-9.
- В буче. Роман. — Новосибирск: Кн. изд-во, 1989. — 288 с. — ISBN 5-7620-0249-7.
- Школьники. Повесть. — Новосибирск: Кн. изд-во, 1990. — 189 с. — ISBN 5-7620-02039.
- Взгляд на РСДРП. Ист. очерк. — Новосибирск: Горница, 1998. — 215 с.